# Vrsarska grofovija
Vrsarska grofovija je bila autonoman feudalni imunitet u Hrvatskoj. Sjedište joj je bilo u Vrsaru u Vrsarskom kaštelu. Bila je odijeljena i od mletačke i od austrijske teritorijalne jurisdikcije. Zbog zemljopisne blizine bila je bliža mletačkomu svijetu nego kao što je to bilo s Pazinskom grofovijom koja je bila bliža austrijskim odrednicama društvenog razvitka.
Rat Cambraiske lige mnogo je pogodio ovaj kraj. Premda su borbe uglavnom zaobišle ovaj kraj, posljedice su bile pad mletačkih težnja za širenjem po sjevernoj Istri i po nemletačkim feudalnim imunitetima kao što je bila Vrsarska grofovija. Padom Bosne dolazi do povremenih osmanskih upada, a u neposredno zaleđe Vrsara (Fuškulin, Dračevac, Mugeba) doselilo je hrvatsko stanovništvo koje se sukobilo sa starosjediocima. 
Uskočki rat pogodio je grofoviju u vidu izgubljene dobiti, jer naselje Vrsar nije pretrpilo razaranja, pljačkanje ili štetu, ali je danak uzela posredna šteta jer su uskoci napadali i pljačkali brodove pred obalama Vrsara. Nije bilo upada ni mletačke ni austrijske vojske. Tada je cvalo krijumčarenje žitom u vodama pred Vrsarom, što su Mlečani htjeli spriječiti pa su naložili providuru neka patrolira brodovima u vrsarskom pomorju. Nakon rata uslijedila je velika epidemija kuge 1631. godine koja je ugrozila trgovinu vrsarskim kamenom s Mlecima. Dok je ostatak Istre trpio demografske gubitke zbog ratova i epidemija, Vrsar je bio prenapučen, Vrsarština je imala intenzivnu imigraciju, pa su donijeli propise radi destimuliranja i ograničavanja rasta stanovništva. Nehigijenski uvjeti života u Poreču prisilile su da je sjemenište Porečke biskupije 1660. godine preseljeno u Vrsar. Djelovalo je u sklopu napuštenog opatijskoga zdanja Svete Marije. Porečki biskup Aleksandar Adelasio 1675. održao je dijecezansku sinodu u Vrsaru. Sinodalne odluke objavio je u 24 poglavlja. Svećenicima u hrvatskim župama preporučivao je uredno održavanje i uporabu u bogoslužju šćaveta, hrvatskih liturgijskih knjiga.
Vrsarska grofovija u drugoj polovici XVIII. stoljeća bila je osobita po tome što je bila jedini preostao vremeniti feud porečkoga biskupa. U XVII. i XVIII. stoljeću to su obilato koristili sveprisutni razbojnici koji su se iz Poreštine sklanjali u Vrsar, a crkvene su vlasti to pokušavale riješiti ediktima u kojima je za laika koji bi pružio utočište zlikovcu kazna bila novčana globa i otpravljanje na galiju, a kleriku ekskomunikacija. Ovaj obalni feudalni imunitet bio je jedini uopće na kojemu Mlečani nikako nisu uspijevali uspostaviti svoju vlast, premda su u okolici svugdje bili mletački gradovi, komune i teritoriji. Mlečanima je to uspjelo 1778. ukinuvši crkvenu grofoviju porečkoga biskupa. Na ovaj su kraj protegnuli mletačke zakone o teritorijalnom ustroju. Sva prava koja su prije pripadala porečkom biskupu, prisvojili su sebi i podržavili svu biskupijsku imovinu u Vrsaru.